# ガール・ライク・ユー
「ガール・ライク・ユー」 (Waiting for a Girl like You) は、1981年のイギリス人・アメリカ人のロックバンド、フォリナーによるパワーバラードである。特有のシンセサイザーは、当時あまり知られていなかったトーマス・ドルビーによって演奏された。

## チャート
この曲は、アルバム『4』 (1981年) から2番目にリリースされたシングルであり、ルー・グラムとミック・ジョーンズの共作である。Billboard Hot 100では最高2位に、ロック・トラックチャートでは1位に達し、バンドの世界的に最も有名な曲の1つとなった。ビルボードのアダルトコンテンポラリーチャートでは、トップ5に達した。イギリスでは、全英シングルチャートで8位に達した。
「ガール・ライク・ユー」は、Billboard Hot 100の1位には到達しなかったが、同チャートで10週連続2位となり、記録を塗り替え、珍しいチャートの成績を残した（現在でも1位未到達曲での最長連続2位記録タイとなっている）。最初にチャート入りしたのは1981年10月で、11月28日に2位に到達した。このとき9週連続で1位を保持していたのは、オリビア・ニュートン＝ジョンのシングル「フィジカル」で、その後、1982年1月30日の10週目は、ダリル・ホール&ジョン・オーツの「アイ・キャント・ゴー・フォー・ザット」が1位となった。しかし、1982年のトップ100シングルでは19位まで到達した。キャッシュボックスでも最高2位に終わったが、ラジオ&レコーズ（CHRチャート）では、1981年11月6日付〜12月11日付まで6週連続1位を記録した。
シングルとしてこの曲がリリースされる前には、フォリナーは、ロックステーションやトップ40などで大部分のエアプレイを獲得するハードロックバンドと考えられていたが、この曲によって、トップ40ラジオ局でグループがさらに取り上げられるようになった。また、この曲がソフトであったため、多くのアダルト・コンテンポラリーラジオ局でこの曲が流され、メンバーがもともと目指していなかったジャンルにも影響するようになった。さらに、この曲は、より広い視聴者に、よりハードなロックバラードを見せることで、極めて重要なものとなった。
「ビルボードの史上最も偉大な曲」で80位となっている。
なおアメリカ版のシングルレコードジャケットは｢2｣と表記されており、ビルボード週間チャートの順位と一致する事となった｡